# Дюрбе Джанике-ханым
Дюрбе Джанике-ханым — мавзолей крымской принцессы, дочери Тохтамыша, Джанике, постройки XV века, почти полностью сохранился. Этот памятник архитектуры расположен в пещерном городе Чуфут-Кале к северо-востоку от площади, ближе к обрыву. Находится на юго-восточной окраине Бахчисарая, на мысе Внутренней гряды Крымских гор между балками Марьям-Дере и Ашлама-Дере (около 540 м над уровнем моря).
В Российской Федерации, контролирующей спорную территорию Крыма, является  объектом культурного наследия федерального значения; на Украине, в пределах признанных большинством государств — членов ООН
 границ которой находится спорная территория, — памятником культурного наследия национального значения.

## Описание
Мавзолей представляет собой историческое наследие Золотой Орды. Прилегающая к нему территория сегодня пуста, но в прошлом здесь находилось кладбище с башташами (могильными камнями) ордынских времён. Жители Бахчисарая называли мавзолей Кале-Азиз («Калейская святыня»), или Кыз-Азиз («Святая Дева»).
В 1437 году, по приказу хана Тохтамыша, построили мавзолей в память о его дочери Джанике. Однако некоторые исследователи считают, что это маловероятно, так как сам Тохтамыш скончался в 1406 году. По другой версии, мавзолей воздвигнут не сразу после смерти Джанике, а в начале XVI века во время правления Менгли I Гирея (1468—1515). Существует целый ряд легенд и загадок, относящихся к истории мавзолея.
От Дюрбе Джанике Ханым вдоль северного обрыва открывается вид на долину Ашлама-дере и панораму Крымских гор, каменистые дороги ведут к астрофизической обсерватории в посёлок Научное, на Баклу, на Тепе-Кермен, в долину реки Кача. Вид, открывшийся с этого обрыва, вдохновил Адама Мицкевича на строки сонета «Дорога над пропастью в Чуфут-Кале».

## Архитектура
Восьмигранная форма здания заимствована из малоазиатской архитектуры, строили её мастера Востока. Это сооружение под черепичной крышей, украшенное по рёбрам граней резными колонками, к нему примыкает портал с массивной аркой, украшенной резными сельджукскими узорами. Верхняя часть портала составлена в XIX веке караимами. У входа высечена арабская каллиграфическая надпись: это тексты хадисов, в которых, среди прочего, встречаются слова: «Этот мир есть жилище суеты, будущее же - жизнь вечная».
В глубине мавзолея на ступенчатом возвышении находится надгробие с арабской надписью: «Это гробница знаменитой государыни Джанике-ханым, дочери Тохтамыш хана, скончавшейся месяца рамазана 841 года» (1437).
В 1837 году русский поэт В. А. Жуковский во время посещения Чуфут-кале в дневниковых записях сделал такие заметки, относящиеся к мавзолею: «Гробница с прекрасно сделанной надписью. Свод под ней. Прах встревожен».
В 1886 году в Крым с визитом приезжал русский царь Александр III, по этому случаю различные памятники архитектуры реставрировали, в результате чего мавзолей потерял ряд резных орнаментов, а боковые пилоны перекрыли аркой.
В 1940 году археолог В. Н. Бабенчиков проник в склеп под мавзолеем, стены которого выложены хорошо обтесанными и подогнанными друг к другу блоками. Среди земли и камней, которые накопились на полу усыпальницы, были обнаружены разрозненные кости нескольких человеческих скелетов. Первоначальное захоронение не сохранилось.

## Галерея

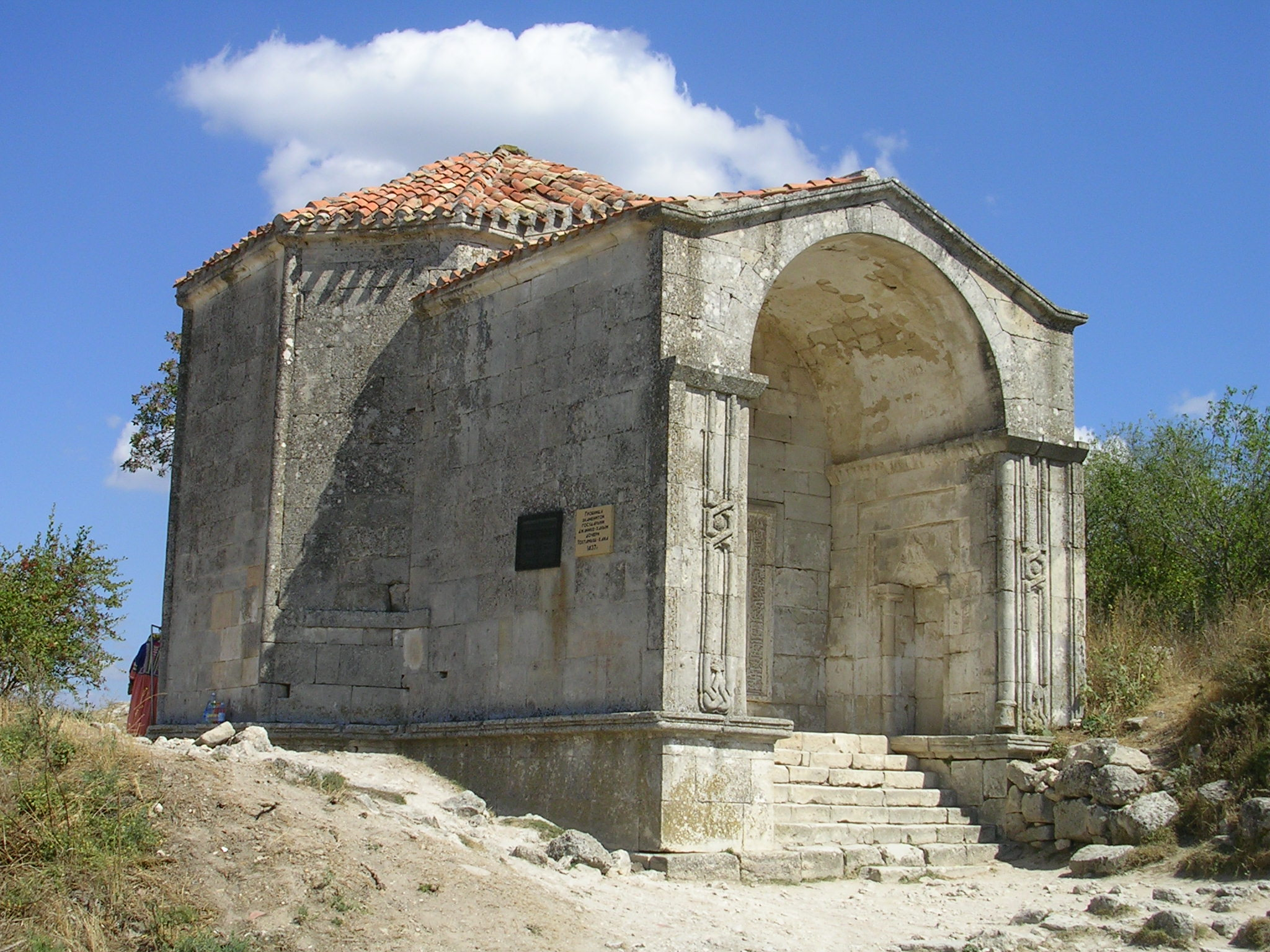
Общий вид мавзолея
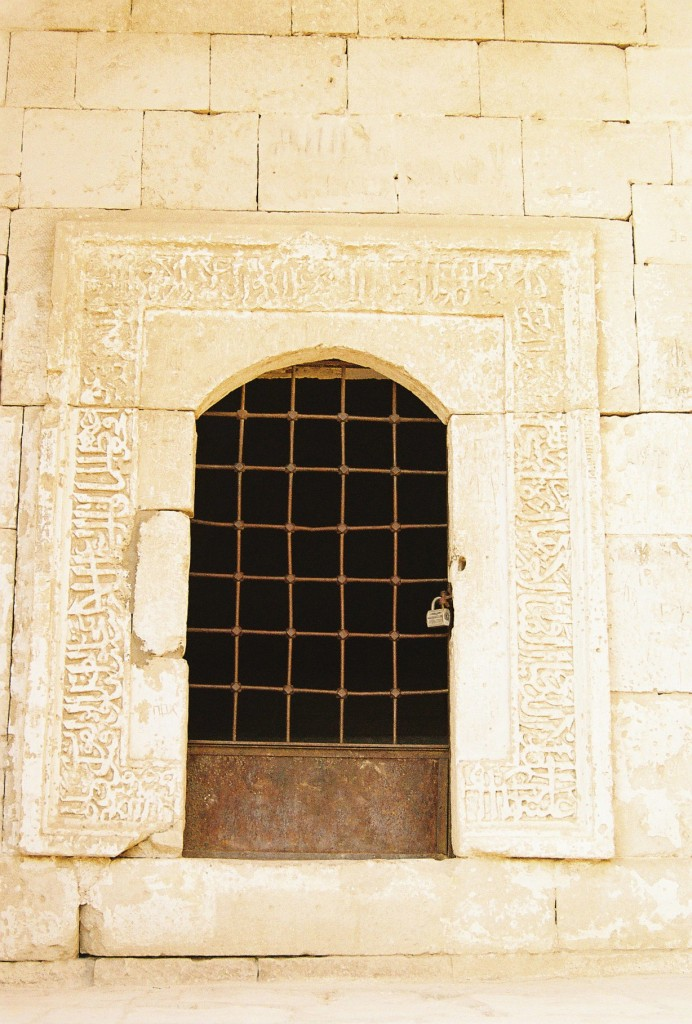
Каменная резьба на входном портале
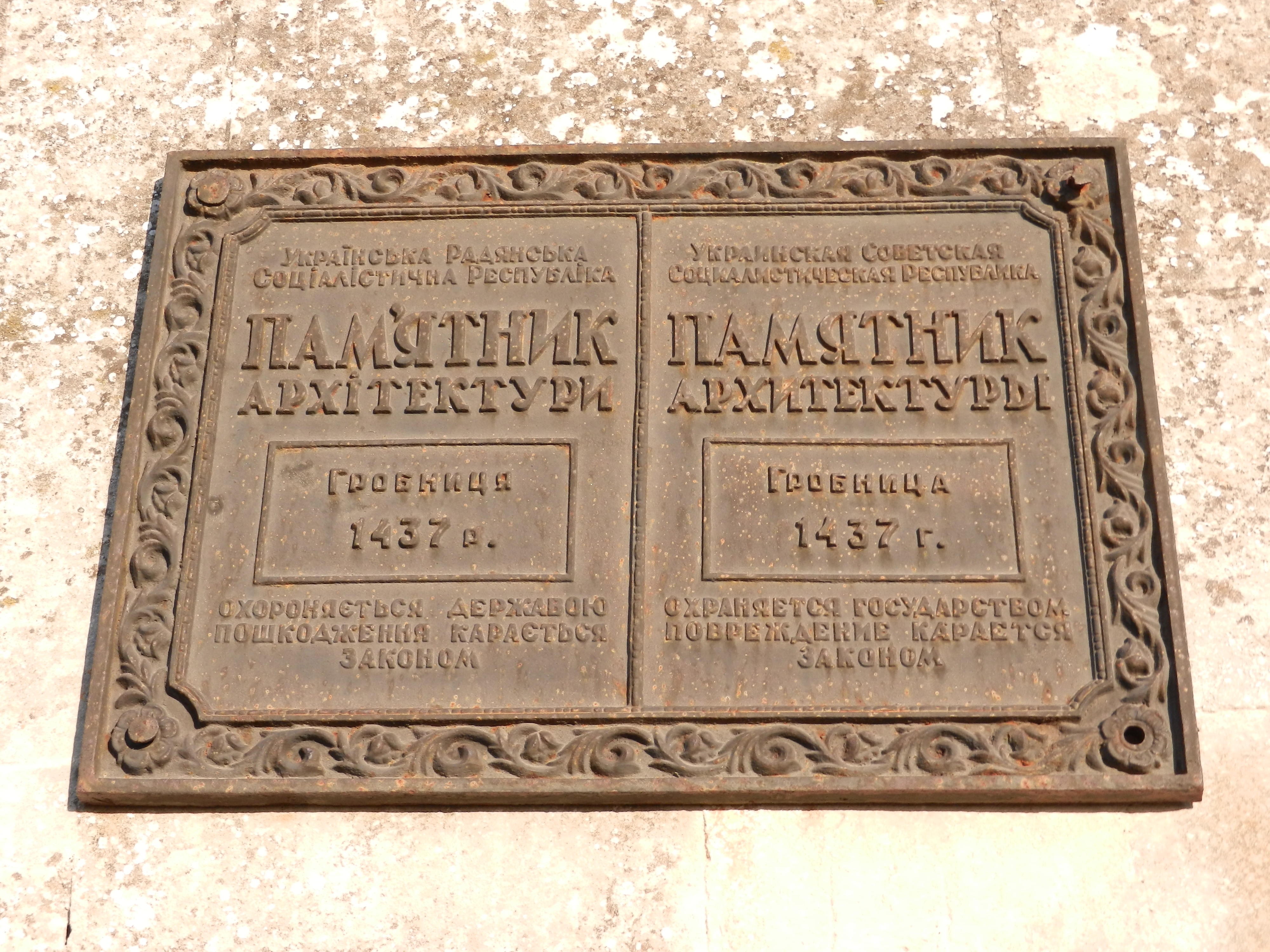
Охранная табличка УССР. Памятник архитектуры. 1437 г.
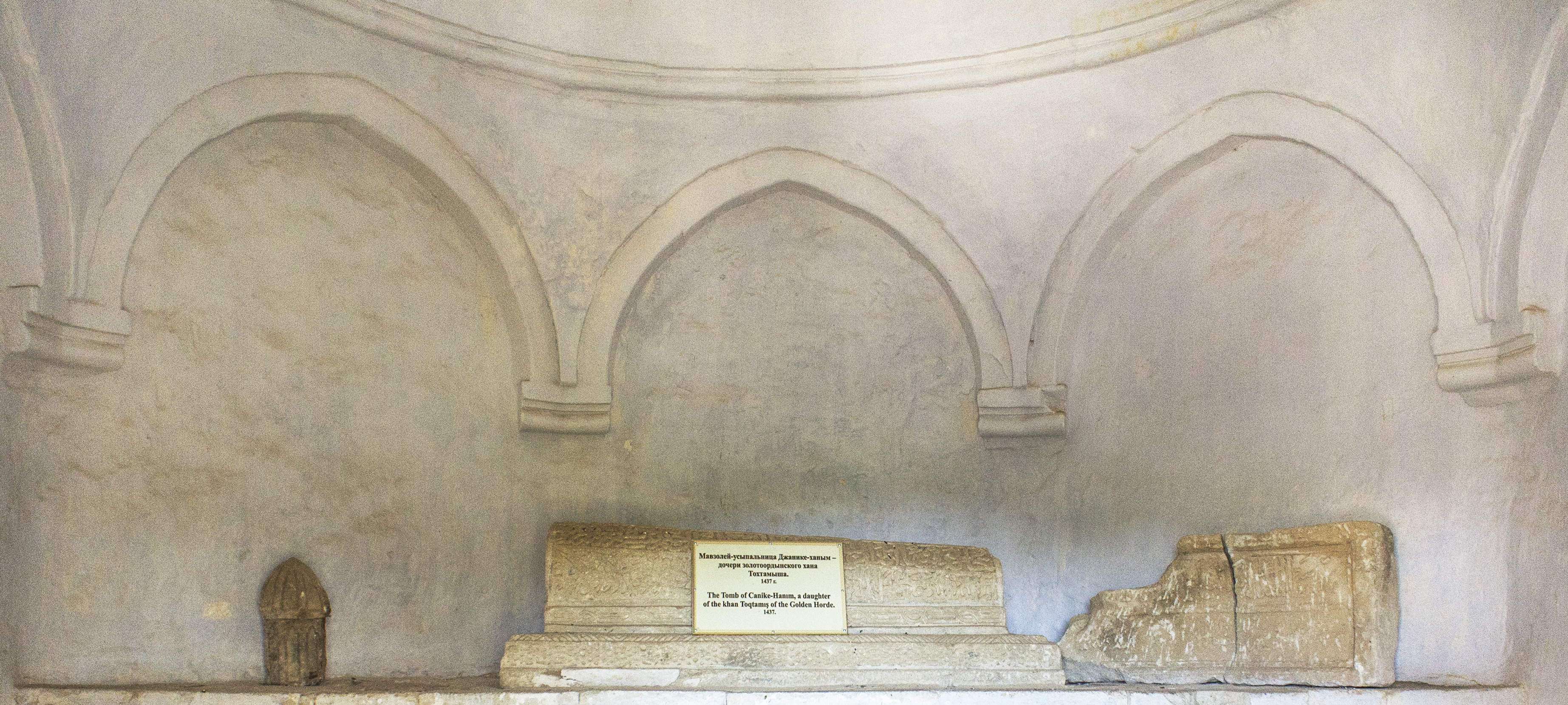
Гробница мавзолея Джанике-Ханым
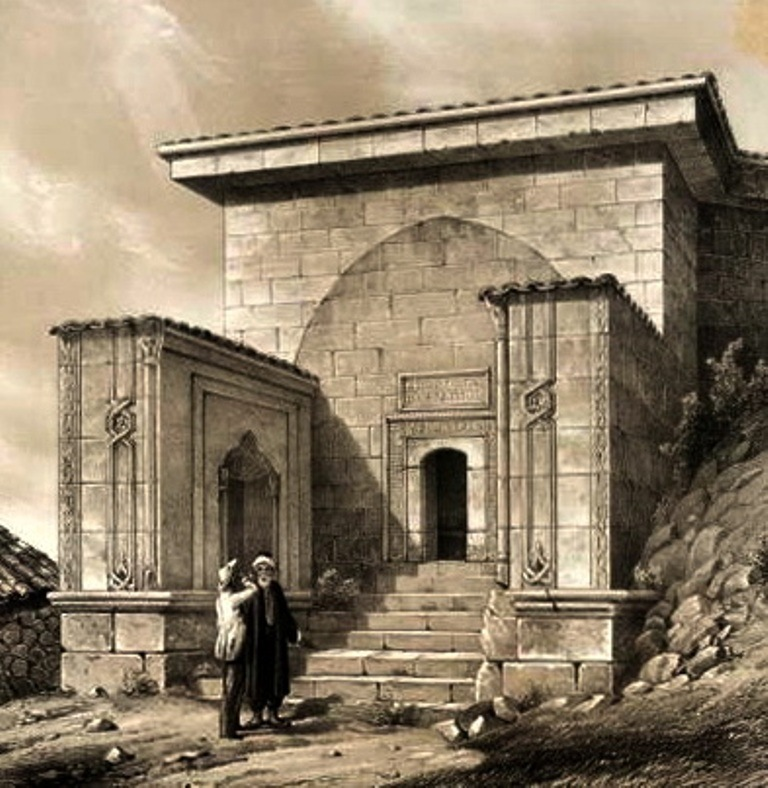
Дюрбе Джанике-ханым. Рисунок М. Вебеля. 1848 г. Вид мавзолея до реставрации (без арки).